# NBC
NBC (od National Broadcasting Company) – amerykańska sieć telewizyjna (pierwotnie radiowa) z siedzibą w Rockefeller Center, Nowy Jork. Jest częścią medialnego koncernu NBCUniversal. Dostarcza audycji ponad 200 amerykańskim stacjom telewizyjnym. Właściciel sieci, NBCUniversal, od 2011 roku należy w 51% do firmy Comcast, zaś 49% nadal do GE.
NBC jest czasami nazywana Peacock Network, w związku z jej logiem, symbolizującym pawia.
NBC jest dostępna w około 112 milionach odbiorników w USA, 98,6% z nich to telewizory. NBC posiada 10 własnych stacji i około 200 afiliacji w Stanach Zjednoczonych i innych terytoriach tego kraju.

## Nazwa
W roku 2003 pierwotna nazwa właściciela sieci, „National Broadcasting Company” (obecna od 1926 roku) została zmieniona na (zawierającą akronim) „NBC Universal”. Poprzedziło to fuzję z Vivendi Universal w 2004 roku. NBC okazjonalnie używa swojej pierwotnej nazwy, np. w trakcie Macy’s Thanksgiving Day Parade.

## Ramówka NBC na sezon 2009–2010
Stacja NBC ogłosiła swoją ramówkę na sezon 2009–2010.
|              | 20:00                                        | 20:30                                        | 21:00                                                     | 21:30                                                     | 22:00                                | 22:30                                |
| ------------ | -------------------------------------------- | -------------------------------------------- | --------------------------------------------------------- | --------------------------------------------------------- | ------------------------------------ | ------------------------------------ |
| Poniedziałek | Herosi / Chuck                               | Herosi / Chuck                               | Trauma                                                    | Trauma                                                    | The Jay Leno Show / Prawo i porządek | The Jay Leno Show / Prawo i porządek |
| Wtorek       | The Biggest Loser                            | The Biggest Loser                            | The Biggest Loser                                         | The Biggest Loser                                         | The Jay Leno Show / Parenthood       | The Jay Leno Show / Parenthood       |
| Środa        | Szpital Miłosierdzia / Milion w minutę       | Szpital Miłosierdzia / Milion w minutę       | Prawo i porządek: sekcja specjalna / Szpital Miłosierdzia | Prawo i porządek: sekcja specjalna / Szpital Miłosierdzia | The Jay Leno Show                    | The Jay Leno Show                    |
| Czwartek     | Community                                    | Parks and Recreation                         | Biuro                                                     | Community / Rockefeller Plaza 30                          | The Jay Leno Show                    | The Jay Leno Show                    |
| Piątek       | Prawo i porządek / Who Do You Think You Are? | Prawo i porządek / Who Do You Think You Are? | Dateline NBC                                              | Dateline NBC                                              | The Jay Leno Show                    | The Jay Leno Show                    |
| Niedziela    | Football Night in America / Milion w minutę  | Football Night in America / Milion w minutę  | NBC Sunday Night Football / The Apprentice                | NBC Sunday Night Football / The Apprentice                | NBC Sunday Night Football            | NBC Sunday Night Football            |

## Ramówka NBC na sezon 2010–2011
Stacja NBC ogłosiła swoją ramówkę na sezon 2010–2011.
|              | 20:00                                                | 20:30                                                | 21:00                                      | 21:30                                      | 22:00                                                              | 22:30                                                              |
| ------------ | ---------------------------------------------------- | ---------------------------------------------------- | ------------------------------------------ | ------------------------------------------ | ------------------------------------------------------------------ | ------------------------------------------------------------------ |
| Poniedziałek | Chuck                                                | Chuck                                                | The Event: Zdarzenie / The Cape            | The Event: Zdarzenie / The Cape            | Chase / Harry’s Law                                                | Chase / Harry’s Law                                                |
| Wtorek       | The Biggest Loser                                    | The Biggest Loser                                    | The Biggest Loser                          | The Biggest Loser                          | Parenthood / Prawo i porządek: Los Angeles                         | Parenthood / Prawo i porządek: Los Angeles                         |
| Środa        | Undercovers / Milion w minutę                        | Undercovers / Milion w minutę                        | Prawo i porządek: sekcja specjalna / Chase | Prawo i porządek: sekcja specjalna / Chase | Prawo i porządek: Los Angeles / Prawo i porządek: sekcja specjalna | Prawo i porządek: Los Angeles / Prawo i porządek: sekcja specjalna |
| Czwartek     | Community                                            | Rockefeller Plaza 30 / Związki idealne               | Biuro                                      | Dostawa na telefon / Parks and Recreation  | Love Bites / Rockefeller Plaza 30 i Dostawa na telefon             | Love Bites / Rockefeller Plaza 30 i Dostawa na telefon             |
| Piątek       | Dateline NBC / Who Do You Think You Are/School Pride | Dateline NBC / Who Do You Think You Are/School Pride | Dateline NBC                               | Dateline NBC                               | Outlaw / Dateline NBC                                              | Outlaw / Dateline NBC                                              |
| Niedziela    | Football Night in America                            | Football Night in America                            | NBC Sunday Night Football                  | NBC Sunday Night Football                  | NBC Sunday Night Football                                          | NBC Sunday Night Football                                          |

## Ramówka NBC na sezon 2011–2012
Stacja NBC ogłosiła swoją ramówkę na sezon 2011–2012.
|              | 20:00                                                                       | 20:30                                                                       | 21:00                                                                   | 21:30                                                                   | 22:00                                                     | 22:30                                                     |
| ------------ | --------------------------------------------------------------------------- | --------------------------------------------------------------------------- | ----------------------------------------------------------------------- | ----------------------------------------------------------------------- | --------------------------------------------------------- | --------------------------------------------------------- |
| Poniedziałek | The Sing-Off / The Voice / (Fear Factor)                                    | The Sing-Off / The Voice / (Fear Factor)                                    | The Sing-Off / The Voice                                                | The Sing-Off / The Voice                                                | The Playboy Club / Smash                                  | The Playboy Club / Smash                                  |
| Wtorek       | The Biggest Loser                                                           | The Biggest Loser                                                           | The Biggest Loser                                                       | The Biggest Loser                                                       | Parenthood / Fashion Star                                 | Parenthood / Fashion Star                                 |
| Środa        | Do białego rana / Whitney (serial telewizyjny)                              | Free Agents / Jesteś tam, Chelsea?                                          | Harry’s Law / Rock Center with Brian Williams Bent (serial telewizyjny) | Harry’s Law / Rock Center with Brian Williams Bent (serial telewizyjny) | Prawo i porządek: sekcja specjalna                        | Prawo i porządek: sekcja specjalna                        |
| Czwartek     | Community / Rockefeller Plaza 30                                            | Parks and Recreation                                                        | Biuro                                                                   | Whitney (serial telewizyjny) / Do białego rana                          | Prime Suspect / Firma / Przebudzenie (serial telewizyjny) | Prime Suspect / Firma / Przebudzenie (serial telewizyjny) |
| Piątek       | Chuck (serial telewizyjny) / Who Do You Think You Are? (serial telewizyjny) | Chuck (serial telewizyjny) / Who Do You Think You Are? (serial telewizyjny) | Grimm (serial telewizyjny)                                              | Grimm (serial telewizyjny)                                              | Dateline NBC                                              | Dateline NBC                                              |
| Sobota       |                                                                             |                                                                             | Firma                                                                   | Firma                                                                   |                                                           |                                                           |
| Niedziela    | NBC Sunday Night Football / Harry’s Law                                     | NBC Sunday Night Football / Harry’s Law                                     | NBC Sunday Night Football / The Apprentice                              | NBC Sunday Night Football / The Apprentice                              | NBC Sunday Night Football                                 | NBC Sunday Night Football                                 |

## Ramówka NBC na sezon 2012–2013
Stacja NBC ogłosiła swoją ramówkę na sezon 2012–2013.
|              | 20:00                                       | 20:30                                               | 21:00                                      | 21:30                                      | 22:00                                                  | 22:30                                                  |
| ------------ | ------------------------------------------- | --------------------------------------------------- | ------------------------------------------ | ------------------------------------------ | ------------------------------------------------------ | ------------------------------------------------------ |
| Poniedziałek | The Voice / The Biggest Loser               | The Voice / The Biggest Loser                       | The Voice / The Biggest Loser              | The Voice / The Biggest Loser              | Revolution (serial telewizyjny) / Oszustwo             | Revolution (serial telewizyjny) / Oszustwo             |
| Wtorek       | The Voice / Betty White’s Off Their Rockers | The Voice / Betty White’s Off Their Rockers         | Go On                                      | Rodzinka jak inne                          | Parenthood / Smash                                     | Parenthood / Smash                                     |
| Środa        | Animal Practice                             | Faceci z dzieciakami / Whitney (serial telewizyjny) | Prawo i porządek: sekcja specjalna         | Prawo i porządek: sekcja specjalna         | Chicago Fire                                           | Chicago Fire                                           |
| Czwartek     | Rockefeller Plaza 30 / Community            | Do białego rana / Parks and Recreation              | Biuro                                      | Parks and Recreation / 1600 Penn / Go On   | Rock Center with Brian Williams / Do No Harm/ Hannibal | Rock Center with Brian Williams / Do No Harm/ Hannibal |
| Piątek       | Dateline NBC                                | Dateline NBC                                        | Grimm                                      | Grimm                                      | Dateline NBC / Rock Center with Brian Williams         | Dateline NBC / Rock Center with Brian Williams         |
| Niedziela    | NBC Sunday Night Football / Dateline NBC    | NBC Sunday Night Football / The Apprentice          | NBC Sunday Night Football / The Apprentice | NBC Sunday Night Football / The Apprentice | NBC Sunday Night Football / The Apprentice             | NBC Sunday Night Football / The Apprentice             |

## Ramówka NBC na sezon 2013–2014
Stacja NBC ogłosiła swoją ramówkę na sezon 2013–2014.
|              | 20:00                         | 20:30                         | 21:00                                       | 21:30                                       | 22:00               | 22:30               |
| ------------ | ----------------------------- | ----------------------------- | ------------------------------------------- | ------------------------------------------- | ------------------- | ------------------- |
| Poniedziałek | The Voice                     | The Voice                     | The Voice                                   | The Voice                                   | Czarna lista        | Czarna lista        |
| Wtorek       | The Biggest Loser / The Voice | The Biggest Loser / The Voice | The Voice / Fisherowie i Był sobie chłopiec | The Voice / Fisherowie i Był sobie chłopiec | Chicago Fire        | Chicago Fire        |
| Środa        | Revolution                    | Revolution                    | Prawo i porządek: sekcja specjalna          | Prawo i porządek: sekcja specjalna          | Ironside            | Ironside            |
| Czwartek     | Parks and Recreation          | Welcome to the Family         | Sean Saves the World                        | The Michael J. Fox Show                     | Parenthood          | Parenthood          |
| Piątek       | Dateline NBC                  | Dateline NBC                  | Grimm                                       | Grimm                                       | Dracula/ Crossbones | Dracula/ Crossbones |
| Niedziela    |                               |                               | Wybrana                                     | Wybrana                                     | Stan kryzysowy      | Stan kryzysowy      |

## Ramówka NBC na sezon 2014–2015
11 maja 2014 roku stacja NBC ogłosiła swoją ramówkę na sezon 2014–2015.
|              | 20:00                     | 20:30                     | 21:00                              | 21:30                              | 22:00                         | 22:30                         |
| ------------ | ------------------------- | ------------------------- | ---------------------------------- | ---------------------------------- | ----------------------------- | ----------------------------- |
| Poniedziałek | The Voice                 | The Voice                 | The Voice                          | The Voice                          | Czarna lista State of Affairs | Czarna lista State of Affairs |
| Wtorek       | The Voice                 | The Voice                 | Marry Me                           | Był sobie chłopiec                 | Chicago Fire                  | Chicago Fire                  |
| Środa        | Tajemnice Laury           | Tajemnice Laury           | Prawo i porządek: sekcja specjalna | Prawo i porządek: sekcja specjalna | Chicago PD                    | Chicago PD                    |
| Czwartek     | The Biggest Loser         | The Biggest Loser         | Bad Judge Czarna lista             | A to Z                             | Parenthood                    | Parenthood                    |
| Piątek       |                           |                           | Grimm                              | Grimm                              | Constantine                   | Constantine                   |
| Sobota       |                           |                           |                                    |                                    | Saturday Night Live           | Saturday Night Live           |
| Niedziela    | NBC Sunday Night Football | NBC Sunday Night Football | NBC Sunday Night Football          | NBC Sunday Night Football          | NBC Sunday Night Football     | NBC Sunday Night Football     |

Seriale przewidziane na emisję w midseason:

### Seriale dramatyczne
- Allegiance
- American Odyssey
- Emerald City
- Aquarius
- Anno Domini – Biblii ciąg dalszy
- Heroes Reborn (seria limitowana)

### Seriale komediowe
- Parks and Recreation (finałowy sezon)
- Mr. Robinson
- One Big Happy

## Ramówka NBC na sezon 2015–2016
11 maja 2015 roku stacja NBC ogłosiła swoją ramówkę na sezon 2015–2016.
|              | 20:00                     | 20:30                     | 21:00                              | 21:30                              | 22:00                                                | 22:30                                                |
| ------------ | ------------------------- | ------------------------- | ---------------------------------- | ---------------------------------- | ---------------------------------------------------- | ---------------------------------------------------- |
| Poniedziałek | The Voice                 | The Voice                 | The Voice                          | The Voice                          | Blindspot                                            | Blindspot                                            |
| Wtorek       | The Voice                 | The Voice                 | Chicago Med                        | Chicago Med                        | Best Time Ever with Neil Patrick Harris Chicago Fire | Best Time Ever with Neil Patrick Harris Chicago Fire |
| Środa        | Tajemnice Laury           | Tajemnice Laury           | Prawo i porządek: sekcja specjalna | Prawo i porządek: sekcja specjalna | Chicago PD                                           | Chicago PD                                           |
| Czwartek     | Heroes Reborn             | Heroes Reborn             | Czarna lista                       | Czarna lista                       | The Player                                           | The Player                                           |
| Piątek       | Nierandkowalni            | Truth Be Told             | Grimm                              | Grimm                              | Dateline                                             | Dateline                                             |
| Sobota       | Dateline                  | Dateline                  | Dateline                           | Dateline                           | Saturday Night Live                                  | Saturday Night Live                                  |
| Niedziela    | NBC Sunday Night Football | NBC Sunday Night Football | NBC Sunday Night Football          | NBC Sunday Night Football          | NBC Sunday Night Football                            | NBC Sunday Night Football                            |

Seriale przewidziane na emisję w midseason:

### Seriale dramatyczne
- Uśpieni, Heartbreakers[65], Shades of Blue

### Seriale komediowe
Świat pana trenera, Superstore, Crowded, Telenovela oraz You, Me And The End Of The World

## Ramówka NBC na sezon 2016–2017
15 maja 2016 roku stacja NBC ogłosiła swoją ramówkę na sezon 2016–2017.
|              | 20:00                     | 20:30                     | 21:00                              | 21:30                              | 22:00                     | 22:30                     |
| ------------ | ------------------------- | ------------------------- | ---------------------------------- | ---------------------------------- | ------------------------- | ------------------------- |
| Poniedziałek | The Voice                 | The Voice                 | The Voice                          | The Voice                          | Poza czasem Taken         | Poza czasem Taken         |
| Wtorek       | The Voice                 | The Voice                 | This is Us                         | This is Us                         | Chicago Fire              | Chicago Fire              |
| Środa        | Blindspot: Mapa zbrodni   | Blindspot: Mapa zbrodni   | Prawo i porządek: sekcja specjalna | Prawo i porządek: sekcja specjalna | Chicago PD                | Chicago PD                |
| Czwartek     | Superstore                | The Good Place            | Chicago Med                        | Chicago Med                        | Czarna lista              | Czarna lista              |
| Piątek       | Grimm                     | Grimm                     | Dateline                           | Dateline                           |                           |                           |
| Sobota       | Dateline                  | Dateline                  | Dateline                           | Dateline                           | Saturday Night Live       | Saturday Night Live       |
| Niedziela    | NBC Sunday Night Football | NBC Sunday Night Football | NBC Sunday Night Football          | NBC Sunday Night Football          | NBC Sunday Night Football | NBC Sunday Night Football |

Seriale przewidziane na emisję w midseason:
Chicago Justice, Uprowadzona, Midnight, Texas, Emerald City, The Blacklist: Redemption, Trial and Error, Great News, Bezmocni, Marlon i Shades of Blue.

## Ramówka NBC na sezon 2017–2018
14 maja 2017 roku stacja NBC ogłosiła swoją ramówkę na sezon 2017–2018.
|              | 20:00                     | 20:30                     | 21:00                              | 21:30                              | 22:00                     | 22:30                     |
| ------------ | ------------------------- | ------------------------- | ---------------------------------- | ---------------------------------- | ------------------------- | ------------------------- |
| Poniedziałek | The Voice                 | The Voice                 | The Voice                          | The Voice                          | The Brave                 | The Brave                 |
| Wtorek       | The Voice                 | The Voice                 | Superstore                         | The Good Place                     | Chicago Fire              | Chicago Fire              |
| Środa        | Czarna lista              | Czarna lista              | Prawo i porządek: sekcja specjalna | Prawo i porządek: sekcja specjalna | Chicago PD                | Chicago PD                |
| Czwartek     | Will & Grace              | Great News                | Tacy jesteśmy                      | Tacy jesteśmy                      | Law & Order: True Crime   | Law & Order: True Crime   |
| Piątek       | Blindspot: Mapa zbrodni   | Blindspot: Mapa zbrodni   | Taken                              | Taken                              | Dateline                  | Dateline                  |
| Sobota       | Dateline                  | Dateline                  | Dateline                           | Dateline                           | Saturday Night Live       | Saturday Night Live       |
| Niedziela    | NBC Sunday Night Football | NBC Sunday Night Football | NBC Sunday Night Football          | NBC Sunday Night Football          | NBC Sunday Night Football | NBC Sunday Night Football |

Seriale przewidziane na emisję w midseason:
Chicago Med, Poza czasem, Great News, Rise A.P. Bio, Champions, Reverie, Good Girls i Shades of Blue.

## Ramówka NBC na sezon 2018–2019
13 maja 2018 roku stacja NBC ogłosiła swoją ramówkę na sezon 2018–2019.
|              | 20:00                     | 20:30                     | 21:00                     | 21:30                     | 22:00                              | 22:30                              |
| ------------ | ------------------------- | ------------------------- | ------------------------- | ------------------------- | ---------------------------------- | ---------------------------------- |
| Poniedziałek | The Voice                 | The Voice                 | The Voice                 | The Voice                 | Manifest                           | Manifest                           |
| Wtorek       | The Voice                 | The Voice                 | Tacy jesteśmy             | Tacy jesteśmy             | New Amsterdam                      | New Amsterdam                      |
| Środa        | Chicago Med               | Chicago Med               | Chicago Fire              | Chicago Fire              | Chicago PD                         | Chicago PD                         |
| Czwartek     | Superstore                | The Good Place            | Will & Grace              | I Feel Bad                | Prawo i porządek: sekcja specjalna | Prawo i porządek: sekcja specjalna |
| Piątek       | Blindspot: Mapa zbrodni   | Blindspot: Mapa zbrodni   | Midnight, Texas           | Midnight, Texas           | Dateline                           | Dateline                           |
| Sobota       | Dateline                  | Dateline                  | Dateline                  | Dateline                  | Saturday Night Live                | Saturday Night Live                |
| Niedziela    | NBC Sunday Night Football | NBC Sunday Night Football | NBC Sunday Night Football | NBC Sunday Night Football | NBC Sunday Night Football          | NBC Sunday Night Football          |

Seriale przewidziane na emisję w midseason:A.P. Bio, Brooklyn 9-9, Good Girls, Czarna lista, Wewnętrzny wróg, The Village, The InBetween oraz Abby’s.

## Ramówka NBC na sezon 2019–2020
12 maja 2019 roku stacja NBC ogłosiła swoją ramówkę na sezon 2019–2020.
|              | 20:00                           | 20:30                           | 21:00                           | 21:30                           | 22:00                              | 22:30                              |
| ------------ | ------------------------------- | ------------------------------- | ------------------------------- | ------------------------------- | ---------------------------------- | ---------------------------------- |
| Poniedziałek | The Voice                       | The Voice                       | The Voice                       | The Voice                       | Bluff City Law                     | Bluff City Law                     |
| Wtorek       | The Voice                       | The Voice                       | Tacy jesteśmy                   | Tacy jesteśmy                   | New Amsterdam                      | New Amsterdam                      |
| Środa        | Chicago Med                     | Chicago Med                     | Chicago Fire                    | Chicago Fire                    | Chicago PD                         | Chicago PD                         |
| Czwartek     | Superstore                      | Perfect Harmony                 | The Good Place                  | Sunnyside                       | Prawo i porządek: sekcja specjalna | Prawo i porządek: sekcja specjalna |
| Piątek       | Czarna lista                    | Czarna lista                    | Dateline                        | Dateline                        | Dateline                           | Dateline                           |
| Sobota       | Dateline Saturday Night Mistery | Dateline Saturday Night Mistery | Dateline Saturday Night Mistery | Dateline Saturday Night Mistery | Saturday Night Live                | Saturday Night Live                |
| Niedziela    | NBC Sunday Night Football       | NBC Sunday Night Football       | NBC Sunday Night Football       | NBC Sunday Night Football       | NBC Sunday Night Football          | NBC Sunday Night Football          |

Seriale przewidziane na emisję w midseason: Brooklyn 9-9, Good Girls, Manifest, Will & Grace, Blindspot: Mapa zbrodni, Indebted, The Kenan Show, Council of Dads, Zoey’s Extraordinary Playlist i Lincoln.

## Awards Shows / Konkursy piękności
- Złoty Glob (2003 –)
- Miss Universe (2003 –)
- NAACP Image Awards (2011 –)

## Seriale obecnie emitowane

### Dramat
| Tytuł                              | Tytuł oryginalny                  | Lata produkcji | Rodzaj                      | Status           |
| ---------------------------------- | --------------------------------- | -------------- | --------------------------- | ---------------- |
| Prawo i porządek: sekcja specjalna | Law & Order: Special Victims Unit | 1999–          | dramat kryminalny           | trwający         |
| Chicago Fire                       | Chicago Fire                      | 2012–          | dramat                      | trwający         |
| Czarna lista                       | The Blacklist                     | 2013–          | dramat sensacyjny           | trwający         |
| Chicago PD                         | Chicago PD                        | 2014–          | dramat sensacyjny           | trwający         |
| Chicago Med                        | Chicago Med                       | 2015–          | dramat medyczny             | trwa             |
| Blindspot: Mapa zbrodni            | Blindspot                         | 2015–          | thriller, dramat kryminalny | trwający         |
| Tacy jesteśmy                      | This Is Us                        | 2016–          | dramat                      | trwający         |
| Good Girls                         | Good Girls                        | 2018–          | dramat obyczajowy           | trwający         |
| New Amsterdam                      | New Amsterdam                     | 2018–          | dramat medyczny             | premiera         |
| Manifest                           | Manifest                          | 2018–          | dramat fantasy              | trwa             |
| Bluff City Law                     | Bluff City Law                    | 2019           | dramat obyczajowy, kryminał | premiera         |
| Law & Order: Hate Crimes           | Law & Order: Hate Crimes          | 2020           | dramat kryminalny           | premiera         |
| Lincoln.                           | Lincoln                           | 2020           | dramat kryminalny           | sezon premierowy |

### Komedia
| Tytuł                | Tytuł oryginalny | Lata produkcji         | Rodzaj  | Status           |
| -------------------- | ---------------- | ---------------------- | ------- | ---------------- |
| Superstore           | Superstore       | 2015–                  | komedia | trwający         |
| Dobre miejsce        | The Good Place   | 2016–                  | komedia | trwający         |
| Will & Grace         | Will & Grace     | 1996–2006, 2017–       | komedia | trwający         |
| Nauki niezbyt ścisłe | A.P. Bio         | 2018–                  | komedia | trwający         |
| Abby's.              | Abby’s           | 2019–                  | komedia | sezon premierowy |
| Brooklyn 9-9         | Brooklyn 9-9     | 2013–2018 – FOX, 2019– | komedia | trwający         |
| Perfect Harmony      | Perfect Harmony  | 2019–                  | komedia | sezon premierowy |
| Indebted             | Indebted         | 2019/2020              | komedia | sezon premierowy |
| Sunnyside            | Sunnyside        | 2019–                  | komedia | sezon premierowy |

## Programy emitowane dawniej i skasowane po jednym sezonie

### Seriale dramatyczne
2011–2020
| Tytuł                                | Tytuł oryginalny                | Lata produkcji | Liczba odcinków | Rodzaj                            |
| ------------------------------------ | ------------------------------- | -------------- | --------------- | --------------------------------- |
| Wewnętrzny wróg                      | The Enemy Within                | 2019–          | 10              | dramat szpiegowski                |
| The Village                          | The Village                     | 2019–          | 10              | dramat obyczajowy                 |
| The InBetween                        | The InBetween                   | 2019           | 10              | dramat obyczajowy                 |
| Reverie                              | Reverie                         | 2018           | 10              | dramat, thriller                  |
| Prawo i porządek: Prawdziwa zbrodnia | Law & Order: True Crime         | 2017           | 8               | dramat                            |
| Podnieś głos                         | Rise                            | 2018           | 10              | dramat, thriller                  |
| The Brave                            | The Brave (For God and Country) | 2017–2018      | 13              | dramat                            |
| Chicago Justice.                     | Chicago Justice                 | 2017           | 13              | dramat prawniczy                  |
| Emerald City                         | Emerald City                    | 2017           | 10              | dramat fantasy                    |
| The Blacklist: Redemption            | The Blacklist: Redemption       | 2017           | 8               | dramat akcji, thriller            |
| Heartbreakers                        | Heartbreakers                   | 2016           | 10              | dramat medyczny                   |
| Uśpieni                              | Game of Silence                 | 2016           | 13              | dramat                            |
| The Player                           | The Player                      | 2015           | 9               | thriller                          |
| Heroes: Odrodzenie                   | Heroes Reborn                   | 2015–2016      | 13              | fantasy, dramat                   |
| Anno Domini – Biblii ciąg dalszy.    | A.D.: The Bible Continues       | 2015           | 12              | biblijny, dramat historyczny      |
| American Odyssey.                    | American Odyssey                | 2015           | 13              | dramat sensacyjny, thriller       |
| State of Affairs.                    | State of Affairs                | 2014–2015      | 13              | dramat polityczny, thriller       |
| Constantine                          | Constantine                     | 2014–2015      | 13              | dramat                            |
| Allegiance                           | Allegiance                      | 2015           | 13              | dramat, thriller                  |
| Incydent                             | The Slap                        | 2015           | 8               | dramat (seria limitowana)         |
| Taxi Brooklyn                        | Taxi Brooklyn                   | 2014           | 12              | komedio-dramat                    |
| Herb piratów                         | Crossbones                      | 2014           | 9               | dramat                            |
| Dracula                              | Dracula                         | 2013–2014      | 10              | dramat horror thriller            |
| Wybrana                              | Believe                         | 2014           | 13              | dramat, przygodowy, sci-fi        |
| Stan kryzysowy                       | Crisis                          | 2014           | 15              | dramat, thriller                  |
| Siberia                              | Siberia                         | 2013           | 11              | dramat, horror, science-fiction   |
| Camp                                 | Camp                            | 2013           | 10              | dramat                            |
| Oszustwo                             | Deception                       | 2013           | 11              | dramat obyczajowy                 |
| Do No Harm                           | Do No Harm                      | 2013           | 13              | dramat                            |
| Przebudzenie                         | Awake                           | 2012           | 13              | dramat, kryminał, thriller        |
| Firma                                | The Firm                        | 2012           | 22              | dramat obyczajowy                 |
| Główny podejrzany                    | Prime Suspect                   | 2011–2012      | 13              | dramat                            |
| The Playboy Club                     | The Playboy Club                | 2011           | 7               | dramat, kryminał                  |
| Miłość w wielkim mieście             | Love Bites                      | 2011           | 8               | dramat                            |
| The Cape                             | The Cape                        | 2011           | 10              | dramat, akcja                     |
| Chase                                | Chase                           | 2010–2011      | 18              | dramat                            |
| The Event: Zdarzenie                 | The Event                       | 2010–2011      | 22              | dramat, thriller, science-fiction |
| Prawo i porządek: Los Angeles        | Law & Order: Los Angeles        | 2010–2011      | 22              | dramat, kryminał                  |

2000–2010
| Tytuł                             | Tytuł oryginalny              | Lata produkcji | Liczba odcinków | Rodzaj                          |
| --------------------------------- | ----------------------------- | -------------- | --------------- | ------------------------------- |
| Outlaw                            | Outlaw                        | 2010           | 8               | dramat                          |
| Persons Unknown                   | Persons Unknown               | 2010           | 13              | dramat, thriller psychologiczny |
| Undercovers                       | Undercovers                   | 2010           | 13              | dramat akcji                    |
| Trauma                            | Trauma                        | 2009–2010      | 20              | dramat medyczny                 |
| Szpital Miłosierdzia              | Mercy                         | 2009–2010      | 22              | dramat medyczny                 |
| Kings                             | Kings                         | 2009           | 13              | dramat                          |
| Filantrop                         | The Philanthropist            | 2009           | 8               | dramat akcji                    |
| Crusoe                            | Crusoe                        | 2008–2009      | 12              | dramat sensacyjny               |
| Mój śmiertelny wróg               | My Own Worst Enemy            | 2008           | 9               | dramat                          |
| Fear Itself                       | Fear Itself                   | 2008           | 13              | horror                          |
| Quarterlife                       | Quarterlife                   | 2008           | 6               | komedio-dramat                  |
| Raines                            | Raines                        | 2007           | 7               | dramat kryminalny               |
| Bionic Woman: Agentka przyszłości | Bionic Woman                  | 2007           | 8               | dramat, science-fiction         |
| Journeyman – podróżnik w czasie   | Journeyman                    | 2007           | 13              | dramat, science-fiction         |
| Studio 60                         | Studio 60 on the Sunset Strip | 2006–2007      | 22              | komedio-dramat                  |
| Conviction                        | Conviction                    | 2006           | 13              | dramat obyczajowy               |
| Uprowadzeni                       | Kidnapped                     | 2006           | 13              | dramat, kryminał                |
| Heist                             | Heist                         | 2006           | 7               | dramat akcji                    |
| Fuks                              | Windfall                      | 2006           | 13              | dramat                          |
| Surface                           | Surface                       | 2005–2006      | 15              | dramat, science-fiction         |
| Revelations                       | Revelations                   | 2005           | 6               | dramat, science-fiction         |
| Prawo i bezprawie                 | Law & Order: Trial by Jury    | 2005           | 13              | dramat obyczajowy               |
| Port lotniczy LAX                 | LAX                           | 2004–2005      | 13              | dramat                          |
| Misja: Epidemia                   | Medical Investigation         | 2004–2005      | 20              | dramat medyczny                 |
| Hawaii                            | Hawaii                        | 2004           | 8               | dramat                          |
| Król koki                         | Kingpin                       | 2003           | 6               | dramat, kryminał                |
| Mister Sterling                   | Mister Sterling               | 2003           | 10              | dramat polityczny               |
| W ostatniej chwili                | Deadline                      | 2000–2001      | 13              | dramat                          |
| UC: Undercover                    | UC: Undercover                | 2001–2002      | 13              | kryminał, akcji                 |
| Wybrańcy fortuny                  | Titans                        | 2000–2001      | 13              | dramat                          |

### Seriale komediowe
2010–2020
| Tytuł                   | Tytuł oryginalny        | Lata produkcji | Liczba odcinków | Rodzaj              |
| ----------------------- | ----------------------- | -------------- | --------------- | ------------------- |
| I Feel Bad              | I Feel Bad              | 2018           | 13              | komedia             |
| Champions.              | Champions               | 2018           | 10              | komedia             |
| Bezmocni                | Powerless               | 2017           | 9               | sitcom              |
| Telenovela              | Telenovela              | 2015–2016      | 11              | komedia             |
| Truth Be Told           | Truth Be Told           | 2015           | 10              | komedia             |
| Crowded                 | Crowded                 | 2016           | 13              | komedia             |
| Mr. Robinson            | Mr. Robinson            | 2015           | 6               | komedia             |
| Marry Me                | Marry Me                | 2014–2015      | 18              | komedia             |
| One Big Happy           | One Big Happy           | 2015           | 6               | komedia             |
| A to Z                  | A to Z                  | 2014–2015      | 13              | komedia romantyczna |
| Bad Judge               | Bad Judge               | 2014–2015      | 13              | komedia             |
| Working with Engels     | Working with Engels     | 2014           | 10              | komedia             |
| Fisherowie              | Growing Up Fisher       | 2014           | 13              | sitcom              |
| The Michael J. Fox Show | The Michael J. Fox Show | 2013–2014      | 15              | sitcom              |
| Sean Saves the World    | Sean Saves the World    | 2013–2014      | 13              | sitcom              |
| Welcome to the Family   | Welcome to the Family   | 2013           | 9               | sitcom              |
| Save Me                 | Save Me                 | 2013           | 7               | sitcom              |
| Faceci z dzieciakami    | Guys with Kids          | 2012–2013      | 17              | sitcom              |
| 1600 Penn               | 1600 Penn               | 2012–2013      | 13              | sitcom              |
| Go On                   | Go On                   | 2012–2013      | 22              | komedio-dramat      |
| Rodzinka jak inne       | The New Normal          | 2012–2013      | 22              | sitcom              |
| Animal Practice         | Animal Practice         | 2012           | 9               | sitcom              |
| Jesteś tam, Chelsea?    | Are You There, Chelsea? | 2012           | 12              | sitcom              |
| Bent                    | Bent                    | 2012           | 6               | sitcom              |
| Best Friends Forever    | Best Friends Forever    | 2012           | 6               | sitcom              |
| Free Agents             | Free Agents             | 2011           | 8               | sitcom              |
| To tylko seks           | Friends with Benefits   | 2011           | 13              | komedia             |
| Dostawa na telefon      | Outsourced              | 2010–2011      | 22              | komedia             |
| Związki idealne         | Perfect Couples         | 2010–2011      | 13              | komedia             |
| 100 Questions           | 100 Questions           | 2010           | 6               | komedia             |

## Programy emitowane dawniej (minimum 2 sezony)
| Liczba sezonów | L. odcinków |
| -------------- | ----------- |
| 2              | <40         |
| 3-4            | 41-70       |
| 5-6            | 71-100      |
| 7-8            | 101-200     |
| >9             | >201        |

### Seriale dramatyczne

#### lata 80. i 90. XX w.
| Tytuł                        | Tytuł oryginalny             | Lata produkcji | Liczba sezonów | Liczba odcinków | Rodzaj                              |
| ---------------------------- | ---------------------------- | -------------- | -------------- | --------------- | ----------------------------------- |
| Kameleon                     | The Pretender                | 1996–2000      | 4              | 86              | dramat                              |
| Portret zabójcy              | Profiler                     | 1996–2000      | 4              | 83              | dramat, kryminał                    |
| Viper                        | Viper                        | 1994–1999      | 4              | 78              | science fiction                     |
| SeaQuest                     | seaQuest DSV                 | 1993–1996      | 3              | 59              | science fiction                     |
| Sisters                      | Sisters                      | 1991–1996      | 6              | 124             | dramat                              |
| Prawnicy z Miasta Aniołów    | L.A. Law                     | 1986–1994      | 8              | 172             | dramat obyczajowy                   |
| Homicide: Life on the Street | Homicide: Life on the Street | 1993–1999      | 7              | 122             | dramat, kryminał                    |
| Zagubiony w czasie           | Quantum Leap                 | 1989–1993      | 5              | 96              | science fiction, dramat, przygodowy |
| I’ll Fly Away                | I’ll Fly Away                | 1991–1993      | 2              | 38              | dramat                              |
| Matlock                      | Matlock                      | 1986–1992      | 9              | 195             | dramat obyczajowy                   |
| In the Heat of the Night     | In the Heat of the Night     | 1988–1992      | 7              | 142             | dramat, kryminał                    |
| Midnight Caller              | Midnight Caller              | 1988–1991      | 3              | 61              | dramat                              |
| Hunter                       | Hunter                       | 1984–1991      | 7              | 153             | dramat kryminał                     |
| Detektyw w sutannie          | Father Dowling Mysteries     | 1989–1990      | 3              | 43              | dramat, kryminał, dreszczowiec      |
| Autostrada do nieba          | Highway to Heaven            | 1984–1989      | 5              | 111             | dramat                              |
| Policjanci z Miami           | Miami Vice                   | 1984–1989      | 5              | 111             | dramat, kryminał                    |
| St. Elsewhere                | St. Elsewhere                | 1982–1988      | 6              | 137             | dramat medyczny                     |
| Crime Story                  | Crime Story                  | 1986–1988      | 2              | 44              | dramat, kryminał                    |
| Posterunek przy Hill Street  | Hill Street Blues            | 1981–1987      | 7              | 146             | dramat, kryminał                    |
| Niesamowite historie         | Amazing Stories              | 1985–1987      | 2              | 45              | fantasy, science fiction, horror    |
| Drużyna A                    | The A-Team                   | 1983–1987      | 5              | 98              | dramat akcji                        |
| Stingray                     | Stingray                     | 1986–1987      | 2              | 25              | dramat, kryminał                    |
| Detektyw Remington Steele    | Remington Steele             | 1982–1987      | 5              | 96              | kryminał                            |
| Nieustraszony                | Knight Rider                 | 1982–1986      | 4              | 90              | science fiction, przygodowy         |
| Riptide                      | Riptide                      | 1984–1986      | 3              | 56              | dramat sensacyjny                   |
| Quincy, M.E.                 | Quincy, M.E.                 | 1976–1983      | 8              | 148             | dramat                              |
| Fame                         | Fame                         | 1982–1987      | 6              | 136             | dramat muzyczny                     |
| Ojciec Murphy                | Father Murphy                | 1981–1983      | 2              | 35              | dramat, western                     |

#### 2001–2010
| Tytuł                               | Tytuł oryginalny             | Lata produkcji | Liczba sezonów | Liczba odcinków | Rodzaj                    |
| ----------------------------------- | ---------------------------- | -------------- | -------------- | --------------- | ------------------------- |
| Herosi                              | Heroes                       | 2006–2010      | 4              | 77              | dramat, science-fiction   |
| Prawo i porządek                    | Law & Order                  | 1990–2010      | 20             | 456             | dramat, kryminał          |
| Powrót do życia                     | Life                         | 2007–2009      | 2              | 32              | dramat, kryminał          |
| Ostry dyżur                         | ER                           | 1994–2009      | 15             | 331             | dramat medyczny           |
| Szminka w wielkim mieście           | Lipstick Jungle              | 2008–2009      | 2              | 20              | komedio-dramat            |
| Medium                              | Medium                       | 2005–2009      | 7              | 130             | dreszczowiec, dramat      |
| Las Vegas                           | Las Vegas                    | 2003–2008      | 5              | 106             | dramat                    |
| Prawo i porządek: Zbrodniczy zamiar | Law & Order: Criminal Intent | 2001–2007      | 10             | 195             | dramat, kryminał          |
| Jordan w akcji                      | Crossing Jordan              | 2001–2007      | 6              | 117             | dramat, kryminał          |
| Prezydencki poker                   | The West Wing                | 1999–2006      | 7              | 156             | dramat polityczny         |
| American Dreams                     | American Dreams              | 2002–2005      | 3              | 61              | dramat                    |
| Brygada ratunkowa                   | Third Watch                  | 1999–2005      | 6              | 132             | dramat medyczny, kryminał |
| Puls miasta                         | Boomtown                     | 2002–2003      | 2              | 24              | dramat, kryminał          |
| Powrót do Providence                | Providence                   | 1999–2003      | 5              | 96              | dramat obyczajowy         |
| Mysterious Ways                     | Mysterious Ways              | 2000–2002      | 2              | 44              | Science fiction           |

#### 2011–2020
| Tytuł                         | Tytuł oryginalny       | Lata produkcji | Liczba sezonów | Liczba odcinków | Rodzaj                            |
| ----------------------------- | ---------------------- | -------------- | -------------- | --------------- | --------------------------------- |
| Przekraczając granice         | Crossing Lines         | 2013–2015      | 3              | 34              | dramat, kryminał                  |
| Midnight, Texas               | Midnight, Texas        | 2017–2018      | 2              | 19              | dramat fanatsy                    |
| Poza czasem                   | Timeless               | 2016–2018      | 2              | 26              | dramat akcji, thriller przygodowy |
| Uprowadzona                   | Taken                  | 2017–2018      | 2              | 26              | dramat akcji                      |
| Uwikłana                      | Shades of Blue         | 2016–2018      | 3              | 36              | dramat policyjny                  |
| Grimm                         | Grimm                  | 2012–2017      | 6              | 123             | dark fantasy, dramat, kryminał    |
| The Night Shift               | The Night Shift        | 2014–2017      | 4              | 45              | dramat medyczny                   |
| Szpital nadziei               | Saving Hope            | 2012–2017      | 5              | 85              | dramat medyczny                   |
| Era Wodnika                   | Aquarius               | 2015–2016      | 2              | 26              | dramat policyjny                  |
| Tajemnice Laury.              | The Mysteries of Laura | 2014–2016      | 2              | 38              | dramat                            |
| Hannibal                      | Hannibal               | 2013–2015      | 3              | 39              | dramat, thriller, kryminał        |
| Parenthood                    | Parenthood             | 2009–2015      | 6              | 103             | komedio-dramat                    |
| Revolution                    | Revolution             | 2012–2014      | 2              | 42              | dramat, science fiction, akcja    |
| Smash                         | Smash                  | 2012–2013      | 2              | 32              | dramat, musikal                   |
| Harry’s Law                   | Harry’s Law            | 2011–2012      | 2              | 34              | dramat obyczajowy                 |
| Chuck                         | Chuck                  | 2007–2012      | 5              | 91              | dramat szpiegowski, komedia       |
| Jupitery piątkowych wieczorów | Friday Night Lights    | 2006–2011      | 5              | 76              | dramat obyczajowy                 |

### Seriale komediowe

#### lata 80. i 90. XX w.
| Tytuł                       | Tytuł oryginalny                 | Lata produkcji | Liczba sezonów | Liczba odcinków | Rodzaj  |
| --------------------------- | -------------------------------- | -------------- | -------------- | --------------- | ------- |
| Sekrety Weroniki            | Veronica’s Closet                | 1997–2000      | 3              | 66              | sitcom  |
| A teraz Susan               | Suddenly Susan                   | 1996–2000      | 4              | 93              | sitcom  |
| Byle do dzwonka: Nowa klasa | Saved by the Bell: The New Class | 1993–2000      | 7              | 143             | sitcom  |
| Jej cały świat              | Jesse                            | 1998–2000      | 2              | 42              | sitcom  |
| Pod koszem                  | Hang Time                        | 1995–2000      | 6              | 104             | sitcom  |
| Working                     | Working                          | 1997–1999      | 2              | 39              | sitcom  |
| Szaleję za tobą             | Mad About You                    | 1992–1999      | 7              | 164             | sitcom  |
| Karolina w mieście          | Caroline in the City             | 1995–1999      | 4              | 97              | sitcom  |
| NewsRadio                   | NewsRadio                        | 1995–1999      | 5              | 97              | sitcom  |
| Kroniki Seinfelda           | Seinfeld                         | 1989–1998      | 9              | 180             | sitcom  |
| Something So Right          | Something So Right               | 1996–1998      | 2              | 37              | komedia |
| Ostatni do wzięcia          | The Single Guy                   | 1995–1997      | 2              | 44              | sitcom  |
| Skrzydła                    | Wings                            | 1990–1997      | 8              | 170             | sitcom  |
| California Dreams           | California Dreams                | 1992–1996      | 5              | 178             | sitcom  |
| Bajer z Bel-Air             | The Fresh Prince of Bel-Air      | 1990–1996      | 6              | 148             | sitcom  |
| The John Larroquette Show   | The John Larroquette Show        | 1993–1996      | 4              | 84              | komedia |
| Empty Nest                  | Empty Nest                       | 1988–1995      | 7              | 170             | sitcom  |
| The Mommies                 | The Mommies                      | 1993–1995      | 2              | 38              | sitcom  |
| Zdrówko                     | Cheers                           | 1982–1993      | 11             | 270             | sitcom  |
| The Torkelsons              | The Torkelsons                   | 1991–1993      | 2              | 33              | sitcom  |
| Inny świat                  | A Different World                | 1987–1993      | 6              | 141             | sitcom  |
| Byle do dzwonka             | Saved by the Bell                | 1989–1993      | 5              | 86              | sitcom  |
| The Cosby Show              | The Cosby Show                   | 1984–1992      | 8              | 202             | sitcom  |
| Dear John                   | Dear John                        | 1988–1992      | 4              | 90              | sitcom  |
| Złotka                      | The Golden Girls                 | 1985–1992      | 7              | 180             | sitcom  |
| Amen                        | Amen                             | 1986–1991      | 5              | 110             | sitcom  |
| The Hogan Family            | The Hogan Family                 | 1986–1990      | 6              | 110             | sitcom  |
| 227                         | 227                              | 1985–1990      | 5              | 116             | sitcom  |
| Alf                         | ALF                              | 1986–1990      | 4              | 102             | sitcom  |
| Family Ties                 | Family Ties                      | 1982–1989      | 7              | 176             | sitcom  |
| The Facts of Life           | The Facts of Life                | 1979–1988      | 9              | 209             | sitcom  |
| Gimme a Break!              | Gimme a Break!                   | 1981–1987      | 6              | 137             | sitcom  |
| Punky Brewster              | Punky Brewster                   | 1984–1986      | 4              | 88              | sitcom  |
| Silver Spoons               | Silver Spoons                    | 1982–1986      | 5              | 116             | sitcom  |
| Love, Sidney                | Love, Sidney                     | 1981–1983      | 2              | 44              | sitcom  |

#### 2001–2010
| Tytuł                     | Tytuł oryginalny      | Lata produkcji | Liczba sezonów | Liczba odcinków | Rodzaj                  |
| ------------------------- | --------------------- | -------------- | -------------- | --------------- | ----------------------- |
| Na imię mi Earl           | My Name Is Earl       | 2005–2009      | 4              | 96              | sitcom, komedia         |
| Hoży doktorzy             | Scrubs                | 2001–2008      | 9              | 182             | komedio-dramat          |
| Joey                      | Joey                  | 2004–2006      | 2              | 46              | sitcom                  |
| Will & Grace              | Will & Grace          | 1998–2006      | 8              | 184             | sitcom                  |
| Przyjaciele               | Friends               | 1994–2004      | 10             | 236             | sitcom                  |
| Frasier                   | Frasier               | 1993–2004      | 11             | 264             | komedia, sitcom         |
| Ja się zastrzelę          | Just Shoot Me!        | 1997–2003      | 7              | 148             | sitcom                  |
| Trzecia planeta od Słońca | 3rd Rock from the Sun | 1996–2001      | 6              | 139             | sitcom, science-fiction |
| City Guys                 | City Guys             | 1997–2001      | 5              | 105             | sitcom                  |

#### 2011–2020
| Tytuł                | Tytuł oryginalny     | Lata produkcji | Liczba sezonów | Liczba odcinków | Rodzaj                                   |
| -------------------- | -------------------- | -------------- | -------------- | --------------- | ---------------------------------------- |
| Marlon               | Marlon               | 2017–2018      | 2              | 20              | sitcom                                   |
| Trial and Error      | Trial and Error      | 2017–2018      | 2              | 23              | sitcom                                   |
| Great News           | Great News           | 2017–2018      | 2              | 23              | sitcom                                   |
| The Carmichael Show  | The Carmichael Show  | 2015 –2017     | 3              | 32              | komedia                                  |
| Nierandkowalni       | Undateable           | 2014–2016      | 3              | 36              | komedia                                  |
| Parks and Recreation | Parks and Recreation | 2009–2015      | 7              | 125             | sitcom, Mockumentarys, satyra polityczna |
| Welcome to Sweden    | Welcome to Sweden    | 2014–2015      | 2              | 20              | komedia                                  |
| Był sobie chłopiec   | About a Boy          | 2014–2015      | 2              | 27              | komedia                                  |
| Community            | Community            | 2009–2014      | 5              | 97              | sitcom                                   |
| Biuro                | The Office           | 2005–2013      | 9              | 201             | sitcom, mockumentary                     |
| Rockefeller Plaza 30 | 30 Rock              | 2006–2013      | 7              | 138             | sitcom                                   |
| Whitney              | Whitney              | 2011–2013      | 2              | 38              | sitcom                                   |
| Do białego rana      | Up All Night         | 2011–2012      | 2              | 35              | sitcom                                   |

## Opery mydlane
- Dni naszego życia (od 1965)

## Programy informacyjne
- Meet the Press (od 1947)
- Today (program telewizyjny NBC) (od 1952)
- NBC Nightly News(od 1970)
- Dateline NBC (od 1992)
- Early Today (od 1992)
- Rock Center z Brian Williams (od 2011)
- Mad Money (od 2012)

## Programy rozrywkowe
- Saturday Night Live (od 1975)
- Last Call with Carson Daly (od 2002)
- Late Night with Jimmy Fallon (2009–2014)
- The Tonight Show (od 1954)

## Reality show
- The Apprentice (od 2004)
- The Biggest Loser (2004)
- America’s Got Talent (od 2006)
- The Voice (od 2011)
- Fear Factor (2011–2006, 2011–2012)
- Love in the Wild (2011 –)
- Betty White’s Off Their Rockers (od 2012)
- Fashion Star (od 2012)

## Kanały lokalne
NBC posiada sieć kanałów lokalnych, które najczęściej nie są własnością NBC (inaczej O&O – owned-and-operated), lecz lokalnych struktur medialnych. W wielu stanach USA jest nadawanych kilka stacji nadający program sieci.

## Logo
Logo NBC to paw z sześcioma kolorowymi piórami symbolizującymi sześć części NBC w czasie wprowadzenia tego loga na rynek: News (Informacje), Sports (Sport), Entertaiment (Rozrywka), Stations (Kanały), Network (Sieć) i Productions (Produkcja).